# Francisco Manuel Ruano Bausán
Francisco Manuel Ruano Bausán (Barcelona, 16 de juliol de 1974) és un futbolista català, ja retirat, que ocupava la posició d'extrem dret.

## Trajectòria[2]
La Unió Deportiva Atlètica Gramenet va ser el primer equip de Ruano, on va militar la campanya 93/94. D'ací passa al filial de l'Atlètic de Madrid, que jugava en Segona Divisió B. Tot i això, va debutar amb l'equip A a primera divisió el gener de 1995, en partit contra el Compostela. Eixa temporada va disputar vuit partits més amb els matalassers.
L'any següent passa al Reial Valladolid, però només és present a un encontre i al mercat d'hivern s'incorpora al Rayo Vallecano. Amb els de Vallecas juga 9 partits i marca un gol, sense poder evitar el descens del seu equip a Segona.
Després d'una temporada a la categoria d'argent en les files del Llevant UE, retorna a la màxima divisió al fitxar pel Mérida CP, que pujava a Primera de nou. La 97/98 va ser l'any més destacat de Ruano, que jugà 31 partits i marca dos gols. Tot i així, els extremenys perden la categoria. Fitxa llavors pel Màlaga CF, amb el qual viu un nou ascens a Primera.
Amb els andalusos juga les dues campanyes en la màxima divisió espanyola, però no acaba de fer-se un lloc en l'onze titular. La 00/01 seria la darrera temporada del barceloní en Primera. Posteriorment, militaria en el Còrdova CF, de nou a Málaga i finalment a la Unió Esportiva Castelldefels i CF Balaguer abans de retirar-se el 2006.